# Cola praeacuta
Cola praeacuta là một loài thực vật có hoa thuộc họ Sterculiaceae.
Nó chỉ được tìm thấy ở Cameroon.
Môi trường sống tự nhiên của nó là các khu rừng đất thấp ẩm nhiệt đới và cận nhiệt đới.
Nó bị đe dọa do mất môi trường sống.